# 人間貧困指数
人間貧困指数（にんげんひんこんしすう、Human Poverty Index、HPI）は、国際連合開発計画の人間開発報告書で報告される人間開発指数の一つ。狭義の人間開発指数が3つの基本的側面を側面の平均達成度を測定するのに対し、人間貧困指数では喪失状況を測定する。また、人間貧困指数には発展途上国の人間貧困指数（HPI-1）と特定OECD国の人間貧困指数（HPI-2）がある。

## 発展途上国の人間貧困指数
発展途上国の人間貧困指数は以下の指標から計算される。
- 長寿で健康な生活

40歳まで生存できない出生時確率
- 知識

成人識字率
- 人間らしい生活水準

改善された水資源を利用できない人の割合
年齢のわりに低体重子供の割合
医療サービスを受けることが出来ない人の割合

## 特定OECD国の人間貧困指数
特定OECD国の人間貧困指数は以下の指標から計算される。
- 長寿で健康な生活

60歳まで生存できない出生時確率
- 知識

機能的識字能力に欠ける成人の割合（機能的非識字）
- 人間らしい生活水準

貧困ライン以下で暮らしている人の割合
- 社会的疎外

長期失業率

### 2007年の結果
2007年の人間開発報告書では以下の19国のHPI-2が算出された。
| - スウェーデン - ノルウェー - オランダ - フィンランド - デンマーク - ドイツ - スイス - カナダ | - ルクセンブルク - オーストリア - フランス - 日本 - オーストラリア - ベルギー - スペイン - イギリス | - アメリカ合衆国 - アイルランド - イタリア |  |